# ラストコール
「ラストコール」は、2017年3月15日に発売されたflumpoolの16枚目のシングルである。

## 解説
初回限定盤にはDVD『flumpool COUNTDOWN LIVE 2016→2017 「FOR ROOTS」～シロテン・フィールズ・フォーエバー～@大阪城ホール Special Live Digest & Making of Live』が封入されている他、同カウントダウンライブから3曲のライブ音源をボーナストラックとして収録している。
この他、5月に行われた日本武道館公演に合わせファンクラブ限定パックも発売。
2016年12月、舞浜アンフィシアターにて行われたファンクラブ限定ライブより3曲のライブ音源をボーナストラックとして収録している他、限定デザインのマフラータオルが付属する。
表題曲である「ラストコール」の歌詞は「未来への願い」というテーマで書いた歌詞である。収録曲のラストコール、ナミダリセットは映画『サクラダリセット』の主題歌である。
ミュージックビデオは長崎県にある荒廃した片島魚雷発射試験場跡で撮影された。ミュージックビデオには映画『サクラダリセット』の主演の野村周平が出演した。
2017年3月15日放送のミュージックステーションで「ラストコール」を披露した。

## 収録曲

### 通常盤
1. ラストコール 
映画『サクラダリセット』主題歌
2. ナミダリセット 
映画「サクラダリセット」後篇エンディングテーマ
3. キズナキズ 
NHK「みんなのうた」（2017年2月 - 3月）
4. ラストコール（Instrumental）
5. ナミダリセット（Instrumental）
6. キズナキズ（Instrumental）

### 初回限定盤
1. ラストコール
2. ナミダリセット
3. キズナキズ
4. 花になれ[Live]
5. MW 〜Dear Mr. & Ms. ピカレスク〜[Live]
6. 大切なものは君以外に見当たらなくて[Live]

### FC限定パック
1. ラストコール
2. ナミダリセット
3. キズナキズ
4. LOST[Live]
5. 『ありがとう』くらいじゃ伝えきれない気持ちを[Live]
6. Sprechchor[Live]

### 初回限定盤DVD
1. FREE YOUR MIND
2. 輪廻
3. 花になれ
4. MW 〜Dear Mr. & Ms. ピカレスク〜未来
5. ムーンライト・トリップ
6. ラストコール
7. 大切なものは君以外に見当たらなくて
8. MY HOME TOWN